# Qamar Rahman
Qamar Rahman (* 15. August 1944 in Shahjahanpur, Uttar Pradesh) ist eine indische Biochemikerin. Ein Forschungsschwerpunkt ist die Umwelt- und Industrietoxikologie, insbesondere die Toxizität von Fasern und Stäuben sowie von Nanopartikeln.

## Leben
Rahman studierte Chemie an der Agra University (Indien), machte dort 1967 ihren MSc-Abschluss und 1974 den PhD-Abschluss. Thema ihrer Abschlussarbeit war „Chemical aspects of the toxicity of mineral fibres“. Sie ist seit 2003 Dekanin für Forschung und Entwicklung sowie Direktorin des Instituts für Biotechnologie an der Integral University in Lucknow (Indien), welches aus dem renommierten „Integral Institute for Technology“ hervorgegangen ist. Rahman ist darüber hinaus Honorarprofessorin an der Hamdard University in Neu-Delhi. Bis 2003 war sie am Industrial Toxicology Research Center (ITRC) in Lucknow, das über 500 Mitarbeiter zählt, als stellvertretende Direktorin und Bereichsleiterin für Risikoabschätzung und Inhalationstoxikologie sowie als Leiterin der Abteilung für Toxikologie von Fasern und Stäuben tätig. Als Gastwissenschaftlerin war Rahmen bereits am National Center for Toxicological Research, Universität Paris XII, der Environmental Protection Agency (EPA), dem National Institute of Environmental Health Sciences (NIEHS), der Duke University, North Carolina, dem Forschungszentrum Karlsruhe (FZK) und dem Zentrum für Wasser- und Umweltforschung (ZWU) sowie dem Center for Nanointegration Duisburg-Essen (CENIDE) an der Universität Duisburg-Essen tätig.
Rahman ist mit beratender Funktion für die Indische Regierung in mehrere Gremien berufen worden. 2001 wurde sie in die National Academy of Sciences of India aufgenommen. 2003 erhielt sie den Preis „Uttar Pradesh Ratna“.
Aufgrund der langjährigen Forschungszusammenarbeit mit der Universität Rostock, erhielt Rahman von der Mathematisch-Naturwissenschaftlichen Fakultät der Universität Rostock 2009 die Ehrendoktorwürde. Sie ist die erste indische Staatsbürgerin, die diese Auszeichnung von der Universität Rostock erhielt.